# Canailles
Canailles était un groupe de  musique folk d'influence cajun et  blues originaire de Montréal, Québec et composé de huit musiciens : Daphné Brissette (voix, mélodéon), Alice Tougas St-Jak (accordéon, voix), Annie Carpentier (planche à laver, voix), Erik Evans (mandoline, voix), Benjamin Proulx-Mathers (guitare, banjo, voix), Antoine Tardif (contrebasse), Olivier Bélisle (guitare, banjo, voix) et Étienne Côté (percussions).

## Histoire du groupe
Le groupe Canailles est formé en 2010 par Daphné Brissette, Alice Tougas St-Jak, Annie Carpentier, Daniel Tremblay, Erik Evans, Antoine Tardif et Jean-Philippe Tremblay. Ils se font connaître en jouant au Quai des Brumes, au Divan Orange et à L'Escogriffe, entre autres. En septembre 2010, ils sortent un EP sur lequel ils interprètent leurs compositions originales en français. En 2010, le guitariste Benjamin Proulx-Mathers se joint à la formation. Après leur participation aux FrancoFolies de Montréal et au concours-vitrine Les Francouvertes, où ils remportent la 3e place, les musiciens de Canailles se lancent dans une série de tournées à travers le Québec.
Le 13 novembre 2011, ils participent au GAMIQ (Gala Alternatif de la Musique Indépendante du Québec) en tant que house band de la soirée.
En mars 2012, Canailles est invité à jouer au festival South by Southwest (SXSW) à Austin, au Texas.
En avril, ils signent avec l'étiquette Grosse Boîte et sortent leur premier album autoproduit Manger du bois, coréalisé par Socalled.
Après leur lancement, le 19 avril 2012, ils reprennent la route et sont accueillis chaleureusement au Festival international de Louisiane à Lafayette.
À l'été 2012, ils participent aux FrancoFolies de Montréal pour une deuxième année de suite et continuent leur tournée un peu partout au Québec, au Nouveau-Brunswick, en Ontario, en Colombie-Britannique pour le Vancouver Folk Music Festival et au Yukon pour le Dawson City Music Festival. Leur tournée québécoise-canadienne continue jusqu'à mi-novembre 2012. Ensuite, le groupe entreprend sa première tournée en Europe avec des dates en France et en Belgique en novembre et décembre 2012.
Le groupe reçoit une nomination au Gala de l'ADISQ 2012 dans la catégorie Album country de l'année pour Manger du bois et se produit à l'Autre Gala de l'ADISQ, diffusé sur les ondes de MusiquePlus et MusiMax le 22 octobre 2012.
En novembre 2012, Canailles remporte le prix Panache du Spectacle de l’année et celui de l’Album country de l’année au GAMIQ.
En mars 2013, ils sont en nomination en tant que Francophone Group / Artist of the Year et remportent le prix Sirius XM pour Emerging Artist of the Year – Francophone aux Indie Awards de la Canadian Music Week.
La tournée reprend au printemps 2013 et Canailles retourne en Europe pour une deuxième fois, en juin 2013, pour donner des spectacles en France et en Allemagne. Ensuite, ils participent au festival Sakifo, à l'île de La Réunion, puis, de retour à Montréal, ils jouent pour une troisième fois aux FrancoFolies de Montréal sur la scène Ford. Ils tournent tout le reste de l'été au Québec, en Nouvelle-Écosse et en Ontario.
Leur second album, Ronds-Points, coréalisé par Éric Villeneuve (Bernard Adamus), paraît le 15 avril 2014. S'ensuit une tournée de lancement qui se produit essentiellement au Québec, en Ontario et en France (août et octobre 2014) et se poursuit jusqu'à l'automne 2014.
À l'été 2014, Daniel Tremblay et Jean-Philippe Tremblay quittent le groupe. Olivier Bélisle et Étienne Côté se joignent alors à la formation, respectivement comme guitariste-banjoïste et percussionniste.
Le 21 août 2014, le groupe se produit en formation réduite à l'émission Pénélope McQuade, diffusée sur Radio-Canada.
Ronds-Points gagne le prix Panache de l’Album Roots au gala GAMIQ en novembre 2014.
Canailles continue de tourner au Québec pendant l'hiver, le printemps et l'été 2015. En juin, ils jouent aux FrancoFolies de Montréal pour la 4e fois et, en juillet, ils entament leur plus longue tournée européenne : six semaines en France, en Suisse, en Allemagne et en Pologne pour le Woodstock Festival où ils sont accueillis par un public de 10 000 à 20 000 personnes. À leur retour, ils font l'ouverture des Pan-Am Games à Toronto.
La tournée se poursuit au Québec jusqu'à l'hiver 2016. Ils reprennent la route au printemps et, en juin, ils se produisent pour une 5e fois aux FrancoFolies de Montréal, mais cette fois-ci sur la Scène Bell avec, comme invités, Bernard Adamus, Mononc' Serge, Stephen Faulkner (Cassonade) et Daniel Tremblay. En août, ils entament leur 6e tournée européenne qui a lieu en France pendant trois semaines.
Le 23 mars 2021, après un peu plus de 10 ans d'existence, le groupe annonce sa séparation sur sa page Facebook. 

## Prix et distinctions
- 2011 : Francouvertes - 3e position[13]
- 2012 : GAMIQ - Spectacle de l'année et Album Country de l'année[14]
- 2013 : Canadian Independent Music Awards (en) - Artiste francophone émergent de l'année[15]
- 2014 : GAMIQ - Album Roots de l'année[10].
- 2017:  GAMIQ - Album ou EP Folk-Bluegrass de l'année[16]